# 析成鮒
析成鮒（?—?），中国春秋時期晋国政治人物，范氏别支析成氏，名鮒。范昭子的族人。
晋国内战，智氏、赵氏、魏氏、韩氏攻打范氏、中行氏，包围朝歌，鲁定公、齐景公、卫灵公谋划救援范氏、中行氏。前496年，析成鲋、小王桃甲率领狄军攻打晋国，在绛地失败。析成鲋逃到成周，小王桃甲入朝歌。